# La Tête et les Jambes
La Tête et les Jambes va ser un concurs de televisió francès que va ser emès a partir del 20 d'octubre de 1960 a RTF Télévision i a la primera cadena de l'ORTF fins al 1966, després fou reprès a Antenne 2 del 15 de setembre de 1975 fins al 26 de juny de 1978.
Creat per Jacques Antoine en 1957 sota la forma d'una seqüència de l'emissió de Télé Match abans d'esdevenir un programa sencer tots els dijous a primera hora de la tarda de 1960 à 1966, fou presentat per Pierre Bellemare, després per Philippe Gildas i Thierry Roland a la part esportiva.

## Normes del joc
El joc aplega dos candidats: un candidat (« la tête ») respon a preguntes complexes sobre un tema específic (i no només preguntes simples de coneixement general). En cas d'errada, un esportista d'alt nivell (« les jambes ») ha de tenir un rendiment mínim per permetre-li que es mantingui en joc.
Si l'equip contesta les 24 preguntes (6 preguntes setmanals durant 4 setmanes), guanya 100.000 francs (a dividir entre dos). Nombrosos rècords de França foren batuts al programa

## Adaptacions
Entre 1964 i 1970 el concepte del joc va prendre diferents formes: Champions, Pas une seconde a perdre i Cavalier seul, totes presentades per Pierre Bellemare. Va ser a aquest últim, on el candidat era alhora « la tête » et « les jambes », que el futur Primer ministre Laurent Fabius va participar en 1970 (al seva especialitat esportiva era l'equitació).
Durant la temporada 1993-1994, Christian Morin i Cendrine Dominguez van presentar a France 2 una versió més moderna del joc rebatejada Un pour tous.
Una repetició del joc La Tête et les Jambes fou retransmesa a TF1 al començament de 2010. Fou presentat per Jean-Pierre Foucault, Laurence Boccolini i Vincent Lagaf.